# John Whitelocke
John Whitelocke (1757 – Beaconsfield, 23 ottobre 1833) è stato un militare britannico.

## Biografia

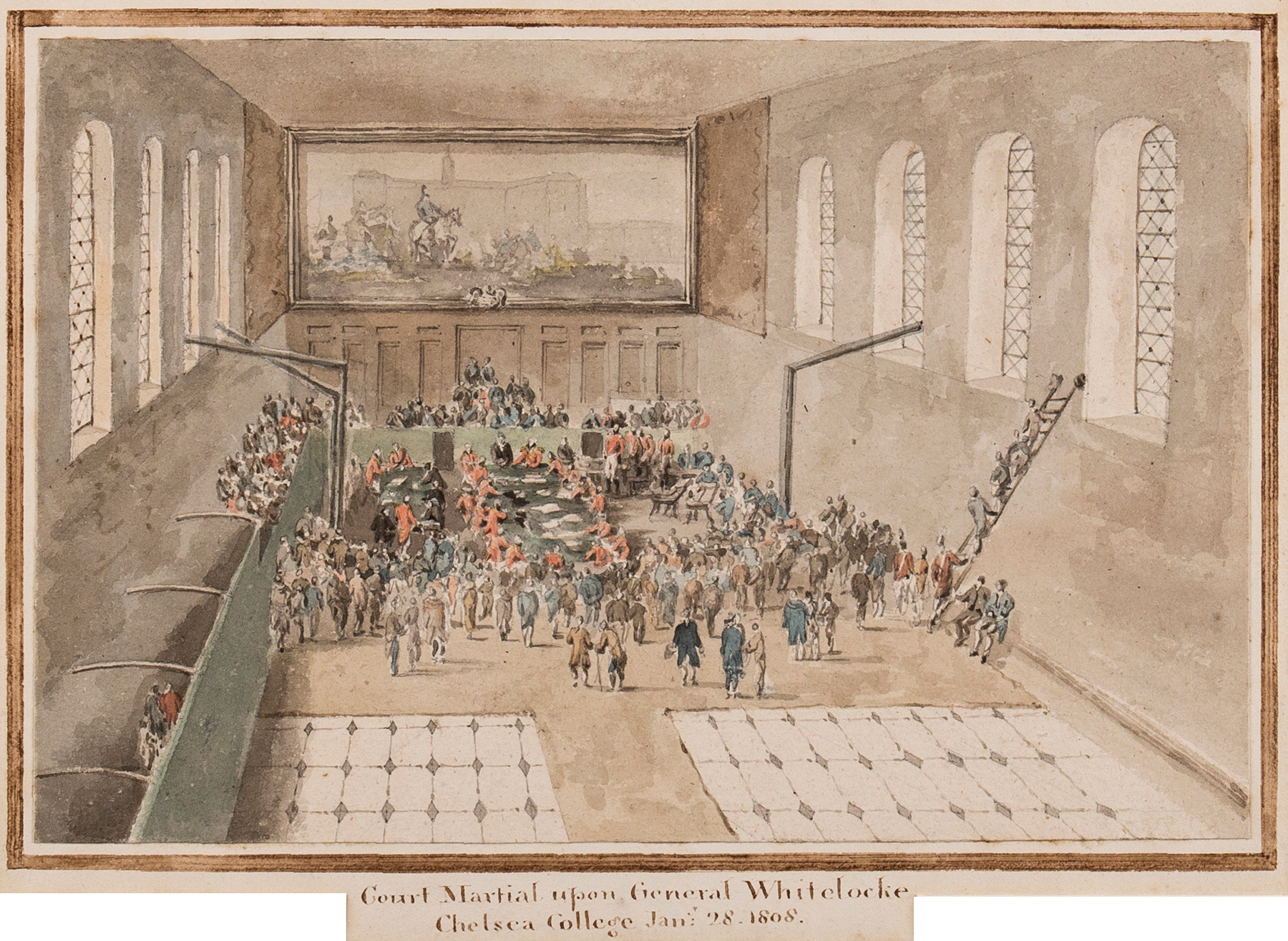
Court Martial upon General Whitelocke
Chelsea College, Jan.28th 1808

Nel 1807 partì insieme a Robert Craufurd per riprendere Buenos Aires; l'esercito di Whitelocke riuscì ad espugnare Montevideo, ma fu costretto ad intraprendere trattative di resa con Santiago de Liniers e a ritirarsi. Tornato in patria fu sottoposto al giudizio della corte marziale, presso il Royal Hospital Chelsea, per la condotta tenuta in Sudamerica. Riconosciuto colpevole, fu degradato e congedato dal servizio. Si ritirò a vita privata e morì nel 1833.